# Rocanrol Cowboys
Rocanrol Cowboys es una película de Argentina filmada en colores dirigida por Alejandro Ruax y Ramiro Martínez sobre su propio guion que se estrenó el 6 de enero de 2021 y que tuvo como actores principales a Ratones Paranoicos.

## Sinopsis
Los Ratones Paranoicos en una película que parece más una biopic musical que un documental expositivo.

## Reparto
Participaron del filme los siguientes intérpretes:
- Juan Sebastián “Juanse” Gutiérrez
- Pablo Memi
- Rubén “Roy” Quiroga
- Pablo “Sarcófago” Cano
- Fabián “Vön” Quintiero
- Andrew Loog Oldham
- Mick Taylor
- Keith Richards
- Norberto Aníbal “Pappo” Napolitano
- Gustavo Gauvry

## Comentarios
Leonardo D’Espósito en la Revista Noticias opinó:

”Los Ratones Paranoicos… Eran el rock un poco desprolijo y básico, pero absolutamente seductor, que no abundaba en épocas de renacer del pop y de líricas perfectas como las de aquel Charly, aquel Spinetta, aquel Virus, más la irrupción poderosa de Sumo, el crecimiento de Soda Stereo o la salida del subsuelo de los Redondos. El documental muestra que los ratones eran eso pero al mismo tiempo estaban lejos de todo aquel movimiento. Son jóvenes, tienen guitarras, tienen ritmo y tienen rock. Esas imágenes son un viaje por un mundo que hoy nos parece imposible, sin grietas, variado, incluso tierno.”

Ernesto Gerez en el sitio web Metacultura escribió:

”El comienzo deja en claro varias cosas, no sólo de la banda sino también de la estructura de la película: vamos a ver un documental expositivo pero con pulso de rocanrol, sin vejetes campeones sentados en sillitas cantando la posta, y sin ese halo museístico de, por ejemplo, Rompan Todo (2020)…Hay una decisión formal fundamental que hace que las ruedas se pongan en marcha y no se detengan hasta el minuto 76 que tiene que ver con la supresión visual del entrevistado, entonces las voces son las que guían el relato sobre un despelote de material de archivo muy bien organizado cronológicamente que es el verdadero protagonista. Esa decisión de no mostrar a los entrevistados desde el presente hace que la película parezca más una biopic musical que un documental expositivo.